# ازدواج آ-لا مد: ۳. بازرسی
ازدواج آ-لا مد: ۳. بازرسی (به انگلیسی: Marriage A-la-Mode: 3. The Inspection) سومین تابلو در مجموعه شش نقاشی طنز شناخته شده به نام ازدواج آ-لا مد است که توسط ویلیام هوگارت نقاشی شده‌است.
در تابلو شماره ۳ به نام بازرسی ویکنت مبتلا به سفلیس است و به یک پزشک فرانسوی مراجعه می‌کند.

## جزئیات
- وصله سیاه رنگی که بر گردن ویکنت قرار گرفته برای نشان دادن بیماری سفلیس ویکنت است.
- پزشک فرانسوی نشانگر دکتر راک است (که در سری نقاشی A هارلوت نیز دیده می‌شود). جراحی وی در شماره ۹۶، خیابان مارتینز لین، وست مینستر، لندن انجام شد.
- زن قد بلندتر گیره چاقو را باز می‌کند و به سمت از ویکنت که به وضوح دوست ندارد، می‌چرخد. مفسران او را به عنوان مادر دخترک، دستیار پزشک یا روسپی دیگر معرفی می‌کنند. طبق یک تفسیر، اگر او مادر فرزند بود، هوگارت مطمئناً مادر و فرزند را تقریباً در کنار هم قرار می‌داد. اما با توجه به تحلیل‌های جودی اگرتون، متصدی نمایشگاه گالری ملی، این تفسیر بسیار متفاوت است: ویکنت دخترک را به پزشک رسانده زیرا معتقد است او را به سفلیس آلوده کرده‌است. زن با چاقو مادر دخترک است که با هدف عصبانی کردن ویکنت، قرار داده شده‌است. این دخترک قبلاً این بیماری را داشته که مادرش او را به وی فروخته‌است، یا به این دلیل که او اولین «حامی» دخترک نبوده یا به دلیل اینکه او این بیماری را از پدر سیفلیسی خود که پزشک قلابی است به ارث برده‌است.[۱]
- در سمت چپ قفسه‌هایی با ظروف دارو و سر گرگ در قسمت بالای آن قرار دارد. در دیواره سمت چپ دو نقاشی از هیولا وجود دارد: یکی مردی که سرش زیر شانه‌های خود در زیر دو مومیایی و دیگری از هرمافرودیت دو سر است.
- قفسه مقابل دیوار عقب دارای دری است که اسکلتی را نشان می‌دهد که بر بدن خمیده‌است. یک کلاه گیس بلند روی سر گچی نیز وجود دارد.
- بر روی دیوار و بالای قفسه، از سمت چپ به راست اشیا زیر قرار داده شده‌است: یک شبه‌نهنگ تک‌شاخ (نمادی کلاسیک آلت رجولیت)، یک توده جعبه قرص، یک لگن خونریزی (مشخص شده به دلیل منحنی بودن آن)، یک ظرف ادرار شیشه ای، یک سر گچی غول پیکر با یک استخوان ران بزرگ در پشت، یک سه‌پایه کیمیاگری برای نگه داشتن گرم کن‌ها بر روی مشعل‌ها (یا یک چوبه دار)، یک شانه قرون وسطایی شکسته، یک کلاه بلند دوره جاکوبین قرمز، دو کفش قرون وسطایی لنگه به لنگه، یک سیخ سگک دار و یک شمشیر و سپر.
- در سقف یک تمساح پر شده قرار دارد که تخم شتر مرغ بزرگی از آن آویزان است.
- بسته‌های مکانیکی بسیار پیچیده در سمت راست با نوشته‌های روی کتاب باز، برای قرار دادن شانه دررفته و بیرون کشیدن چوب پنبه بطری‌های شراب است، قرار گرفته اند. هوگارت با تأکید بر نادانی فرانسوی‌ها و دانش اندک آن‌ها در مورد پزشکی، بر روی این کتاب نوشته‌است: «توسط آکادمی رویال در پاریس مورد بازرسی و تأیید قرار گرفته‌است».

## تفسیر
- جرج کریستف لیختنبرگ لگن، ظرف ادرار، سه‌پایه، کلاه و سیخ را می‌بیند و بر این نظر است که این‌ها اشاره دارند بر این که حرفه دکتر آرایشگر، طبیب قلابی، محکومی اعدام، پزشک و بالاخره شوالیه بوده‌است.[۲]